# Mamadou Samassa (voetballer geboren 1986)
Mamadou Samassa (Montfermeil, 1 mei 1986) is een Franse voetballer (aanvaller) van Malinese afkomst die sinds 2018 voor de Indonesische eersteklasser Madura United FC uitkomt. Voordien speelde hij voor Le Mans UC en Olympique Marseille.
Samassa speelde sinds 2007 reeds zes wedstrijden voor de Franse U-21, daarin kon hij drie doelpunten scoren. In 2009 koos hij voor de Malinese nationale ploeg waar hij tot op heden twintig caps mee verzamelde waarin hij zes keer scoorde.

## Statistieken
| Seizoen | Club                | Land        | Competitie            | Wed. | Doelp. |
| ------- | ------------------- | ----------- | --------------------- | ---- | ------ |
| 2006/07 | Le Mans UC          | Frankrijk   | Ligue 1               | 28   | 3      |
| 2007/08 | Le Mans UC          | Frankrijk   | Ligue 1               | 15   | 1      |
| 2008/09 | Olympique Marseille | Frankrijk   | Ligue 1               | 19   | 2      |
| 2009/10 | → Valenciennes FC   | Frankrijk   | Ligue 1               | 17   | 7      |
| 2010/11 | Olympique Marseille | Frankrijk   | Ligue 1               | 1    | 0      |
| 2010/11 | Valenciennes FC     | Frankrijk   | Ligue 1               | 18   | 3      |
| 2011/12 | Valenciennes FC     | Frankrijk   | Ligue 1               | 30   | 4      |
| 2012/13 | Valenciennes FC     | Frankrijk   | Ligue 1               | 3    | 1      |
| 2012/13 | Chievo Verona       | Italië      | Serie A               | 8    | 0      |
| 2013/14 | Chievo Verona       | Italië      | Serie A               | 1    | 0      |
| 2013/14 | Pescara 1936        | Italië      | Serie B               | 1    | 0      |
| 2014/15 | Stade Brestois      | Frankrijk   | Ligue 2               | 10   | 2      |
| 2015/16 | Stade Brestois      | Frankrijk   | Ligue 2               | 1    | 0      |
| 2016/17 | Zonder club         | Zonder club | Zonder club           |      |        |
| 2017    | Terengganu F.C. II  | Maleisië    | Malaysia Super League | 14   | 4      |
| 2018    | Madura United FC    | Indonesië   | Liga 1                | 13   | 6      |
| Totaal  |                     |             |                       |      |        |

## Familie
Zijn vier jaar jongere neef en tevens naamgenoot Mamadou Samassa is eveneens profvoetballer. Hij staat in doel bij EA Guingamp.